# Grass Valley (Nevada)
Pour l’article homonyme, voir Grass Valley.
Grass Valley est une census-designated place (CDP) située dans le comté de Pershing, dans l’État du Nevada, aux États-Unis. D'après le recensement de 2020, sa population est de 991 habitants. Grass Valley est localisée à 16 km au sud de Winnemucca.